# قفقازی (انسان‌شناسی)
قفقازی یک اصطلاح در انسان‌شناسی قرن بیستم است. بر اساس این مفهوم، نژاد قفقازی یک گونه همگانی از ریخت است که همه یا برخی از مردم اروپا، شمال و شاخ آفریقا، آسیای میانه، آسیای غربی و آسیای جنوبی را در برمی‌گیرد. این واژه در انسان‌شناسی زیستی برای بسیاری از مردم این بخش‌ها بدون در نظر گرفتن لزوماً رنگ پوستشان بکار رفته‌است. نخستین بار در اوایل دانش ژنتیک و انسان‌شناسی برای معرفی یکی از گونه‌های اصلی نژادی انسان معرفی شد. اگرچه درستی این نظریه توسط بسیاری از انسان‌شناسان مورد تردید و منازعه قرار گرفته‌است ولی نژاد قفقازی به عنوان یک طبقه زیست‌شناسی همچنان استفاده می‌شود؛ به ویژه در رشته انسان‌شناسی پزشکی قانونی.
مفهوم بخش کردن گونه انسان به سه نژاد به نام کوکازوار (سفید)، مُنگول‌وار (زرد) و نِگروار (سیاه) در دهه 1780 توسط اعضای مدرسه تاریخ گوتینگن معرفی شد و فراتر توسط دانش‌پژوهان غربی در بافتار «ایدئولوژی‌های نژادپرست» طی ایام استعمار توسعه یافت. با خیزش ژنتیک نوین، مفهوم نژادهای انسانیِ جدا در یک حس زیست‌شناختی، منسوخ شد. در سال 2019، انجمن آمریکایی انسان‌شناسان فیزیکی اظهار داشتند: "باور در "نژادها" به‌عنوان نمود‌های طبیعی زیست‌شناسی انسان، و ساختارهای نابرابری (نژادپرستی) که از چنین باورهایی ظهور می‌کنند، درمیان آسیب‌زننده‌ترین اِلِمان‌ها در تجربه انسانی در هردوی امروز و گذشته هستند."
یک مطالعه ژنتیکی اخیر که در «ژورنال اروپایی ژنتیک بشر» در طبیعت (۲۰۱۹) منتشر شد، نشان داد که جمعیت در غرب آسیا، اروپایی‌ها، آفریقای شمالی، آسیای جنوبی (هندی‌ها) و برخی از آسیایی‌های مرکزی رابطه نزدیکی دارند. آنها بسیار متفاوت از آفریقایی‌های زیر صحرایی یا جمعیت آسیای شرقی هستند.

## تاریخچه اصطلاح

### قفقاز به عنوان خاستگاه بشریت و اوج زیبایی
در قرن هجدهم، دیدگاه رایج در بین دانشمندان اروپایی این بود که منشاء گونه‌های انسانی ریشه در منطقه رشته‌کوه قفقاز دارد. این دیدگاه درباره قفقاز بر مبنای محل مورد نظر فرود کشتی نوح - که در انجیل آمده‌است منشاء بشریت از آن است - و محل رنج پرومته، که در اسطوره هزیود بشر را از خاک ساخته بود، استوار بود.
علاوه بر این، کلیشه‌ای موجود بود که زیباترین انسان‌ها «زیبارویان چرکسی» و مردم گرجی بودند. گرجستان و چركسيه هر دو در منطقه قفقاز قرار دارند. کلیشه «زیبارویان چرکسی» ریشه در قرون وسطی داشت، در حالی که شهرت جذابیت مردم گرجستان توسط مسافران اولیه در منطقه مانند ژان شاردن ایجاد شد.